# Sione Tau
Pour les articles homonymes, voir Tau (homonymie).
Pas d'image ? Cliquez ici

a Compétitions nationales et continentales officielles uniquement.

b Matchs officiels uniquement.
Dernière mise à jour le 17 août 2022.

Sione Tau, né le 21 février 1989 aux Tonga, est un joueur international tongien de rugby à XV évoluant aux postes de troisième ligne aile ou troisième ligne centre. Il évolue avec le club australien d'Eastwood en Shute Shield depuis 2020. Il mesure 1,92 m pour 105 kg.

## Carrière

### En club
Sione Tau commence sa carrière avec le club australien d'Eastwood en Shute Shield entre 2009 et 2013.
En 2013, il rejoint le club français du SU Agen qui évolue en Pro D2. Avec son nouveau club, il participe à trois finales d'accession en 2014 et 2015, cette dernière ce concluant par une victoire et la promotion du club en Top 14,.
Le SU Agen ne reste qu'une saison en élite avant d'être rétrogradée en deuxième division. Cependant, le club rebondit rapidement et Sione Tau participe de nouveau à une finale d'accession en 2017, qu'il remporte pour la deuxième fois de sa carrière,.
Cette même année, après quatre saisons passées à Agen, il décide de signer pour deux saisons avec l'USA Perpignan, et continue donc à évoluer en Pro D2. Il est placé en procédure de licenciement le 12 octobre 2017 après avoir été convaincu de dopage par l'Agence française de lutte contre le dopage (AFLD) et suspendu 24 mois. Il était alors l'auteur de deux essais marqués en cinq apparitions depuis le début de la saison 2017-2018.
Après avoir purgé sa suspension, il rejoint l'Aviron bayonnais en octobre 2019, en tant que joker médical d'André Gorin. En mars 2020, il prolonge son engagement avec le club basque pour deux saisons, soit jusqu'en juin 2022. Cependant, il est licencié en août 2020, après avoir été impliqué dans accident de la route sous emprise de l'alcool.
Après son départ de Bayonne, il retourne en Australie pour jouer avec son ancien club d'Eastwood pour la saison 2020 de Shute Shield,. Il est finaliste du championnat dès cette première saison.

### En équipe nationale
Sione Tau obtient sa première cape internationale avec l'équipe des Tonga le 11 juin 2016 à l'occasion d'un match contre l'équipe des Fidji à Suva,.

## Palmarès

### En club
- Vainqueur de la finale d'accession de Pro D2 en 2015 et en 2017 avec le SU Agen.
- Finaliste du Shute Shield en 2020 avec Eastwood.

## En équipe nationale
- 4 sélections avec les Tonga entre 2016 et 2017.
- 0 point.